# Гримшоу, Уолтер
Уолтер Гримшоу (англ. Walter Grimshaw; 12 марта 1832, Дьюсбери, Уэст-Йоркшир — 27 декабря 1890, Уитби) — английский шахматный композитор. 
Одна из тем в шахматной композиции носит его имя.

## Композиции
|   | a | b | c | d | e | f | g | h |   |
| - | --- | --- | --- | --- | --- | --- | --- | --- | - |
| 8 | e8 чёрная ладья · g8 чёрная ладья · a6 белый слон · d6 белый конь · b5 белая пешка · d5 чёрный король · g5 чёрный конь · b4 белый король · e4 чёрная пешка · f4 белая пешка · g4 чёрный слон · c3 белый ферзь · f3 чёрная пешка · h3 чёрный конь · c2 белая пешка | e8 чёрная ладья · g8 чёрная ладья · a6 белый слон · d6 белый конь · b5 белая пешка · d5 чёрный король · g5 чёрный конь · b4 белый король · e4 чёрная пешка · f4 белая пешка · g4 чёрный слон · c3 белый ферзь · f3 чёрная пешка · h3 чёрный конь · c2 белая пешка | e8 чёрная ладья · g8 чёрная ладья · a6 белый слон · d6 белый конь · b5 белая пешка · d5 чёрный король · g5 чёрный конь · b4 белый король · e4 чёрная пешка · f4 белая пешка · g4 чёрный слон · c3 белый ферзь · f3 чёрная пешка · h3 чёрный конь · c2 белая пешка | e8 чёрная ладья · g8 чёрная ладья · a6 белый слон · d6 белый конь · b5 белая пешка · d5 чёрный король · g5 чёрный конь · b4 белый король · e4 чёрная пешка · f4 белая пешка · g4 чёрный слон · c3 белый ферзь · f3 чёрная пешка · h3 чёрный конь · c2 белая пешка | e8 чёрная ладья · g8 чёрная ладья · a6 белый слон · d6 белый конь · b5 белая пешка · d5 чёрный король · g5 чёрный конь · b4 белый король · e4 чёрная пешка · f4 белая пешка · g4 чёрный слон · c3 белый ферзь · f3 чёрная пешка · h3 чёрный конь · c2 белая пешка | e8 чёрная ладья · g8 чёрная ладья · a6 белый слон · d6 белый конь · b5 белая пешка · d5 чёрный король · g5 чёрный конь · b4 белый король · e4 чёрная пешка · f4 белая пешка · g4 чёрный слон · c3 белый ферзь · f3 чёрная пешка · h3 чёрный конь · c2 белая пешка | e8 чёрная ладья · g8 чёрная ладья · a6 белый слон · d6 белый конь · b5 белая пешка · d5 чёрный король · g5 чёрный конь · b4 белый король · e4 чёрная пешка · f4 белая пешка · g4 чёрный слон · c3 белый ферзь · f3 чёрная пешка · h3 чёрный конь · c2 белая пешка | e8 чёрная ладья · g8 чёрная ладья · a6 белый слон · d6 белый конь · b5 белая пешка · d5 чёрный король · g5 чёрный конь · b4 белый король · e4 чёрная пешка · f4 белая пешка · g4 чёрный слон · c3 белый ферзь · f3 чёрная пешка · h3 чёрный конь · c2 белая пешка | 8 |
| 7 | e8 чёрная ладья · g8 чёрная ладья · a6 белый слон · d6 белый конь · b5 белая пешка · d5 чёрный король · g5 чёрный конь · b4 белый король · e4 чёрная пешка · f4 белая пешка · g4 чёрный слон · c3 белый ферзь · f3 чёрная пешка · h3 чёрный конь · c2 белая пешка | e8 чёрная ладья · g8 чёрная ладья · a6 белый слон · d6 белый конь · b5 белая пешка · d5 чёрный король · g5 чёрный конь · b4 белый король · e4 чёрная пешка · f4 белая пешка · g4 чёрный слон · c3 белый ферзь · f3 чёрная пешка · h3 чёрный конь · c2 белая пешка | e8 чёрная ладья · g8 чёрная ладья · a6 белый слон · d6 белый конь · b5 белая пешка · d5 чёрный король · g5 чёрный конь · b4 белый король · e4 чёрная пешка · f4 белая пешка · g4 чёрный слон · c3 белый ферзь · f3 чёрная пешка · h3 чёрный конь · c2 белая пешка | e8 чёрная ладья · g8 чёрная ладья · a6 белый слон · d6 белый конь · b5 белая пешка · d5 чёрный король · g5 чёрный конь · b4 белый король · e4 чёрная пешка · f4 белая пешка · g4 чёрный слон · c3 белый ферзь · f3 чёрная пешка · h3 чёрный конь · c2 белая пешка | e8 чёрная ладья · g8 чёрная ладья · a6 белый слон · d6 белый конь · b5 белая пешка · d5 чёрный король · g5 чёрный конь · b4 белый король · e4 чёрная пешка · f4 белая пешка · g4 чёрный слон · c3 белый ферзь · f3 чёрная пешка · h3 чёрный конь · c2 белая пешка | e8 чёрная ладья · g8 чёрная ладья · a6 белый слон · d6 белый конь · b5 белая пешка · d5 чёрный король · g5 чёрный конь · b4 белый король · e4 чёрная пешка · f4 белая пешка · g4 чёрный слон · c3 белый ферзь · f3 чёрная пешка · h3 чёрный конь · c2 белая пешка | e8 чёрная ладья · g8 чёрная ладья · a6 белый слон · d6 белый конь · b5 белая пешка · d5 чёрный король · g5 чёрный конь · b4 белый король · e4 чёрная пешка · f4 белая пешка · g4 чёрный слон · c3 белый ферзь · f3 чёрная пешка · h3 чёрный конь · c2 белая пешка | e8 чёрная ладья · g8 чёрная ладья · a6 белый слон · d6 белый конь · b5 белая пешка · d5 чёрный король · g5 чёрный конь · b4 белый король · e4 чёрная пешка · f4 белая пешка · g4 чёрный слон · c3 белый ферзь · f3 чёрная пешка · h3 чёрный конь · c2 белая пешка | 7 |
| 6 | e8 чёрная ладья · g8 чёрная ладья · a6 белый слон · d6 белый конь · b5 белая пешка · d5 чёрный король · g5 чёрный конь · b4 белый король · e4 чёрная пешка · f4 белая пешка · g4 чёрный слон · c3 белый ферзь · f3 чёрная пешка · h3 чёрный конь · c2 белая пешка | e8 чёрная ладья · g8 чёрная ладья · a6 белый слон · d6 белый конь · b5 белая пешка · d5 чёрный король · g5 чёрный конь · b4 белый король · e4 чёрная пешка · f4 белая пешка · g4 чёрный слон · c3 белый ферзь · f3 чёрная пешка · h3 чёрный конь · c2 белая пешка | e8 чёрная ладья · g8 чёрная ладья · a6 белый слон · d6 белый конь · b5 белая пешка · d5 чёрный король · g5 чёрный конь · b4 белый король · e4 чёрная пешка · f4 белая пешка · g4 чёрный слон · c3 белый ферзь · f3 чёрная пешка · h3 чёрный конь · c2 белая пешка | e8 чёрная ладья · g8 чёрная ладья · a6 белый слон · d6 белый конь · b5 белая пешка · d5 чёрный король · g5 чёрный конь · b4 белый король · e4 чёрная пешка · f4 белая пешка · g4 чёрный слон · c3 белый ферзь · f3 чёрная пешка · h3 чёрный конь · c2 белая пешка | e8 чёрная ладья · g8 чёрная ладья · a6 белый слон · d6 белый конь · b5 белая пешка · d5 чёрный король · g5 чёрный конь · b4 белый король · e4 чёрная пешка · f4 белая пешка · g4 чёрный слон · c3 белый ферзь · f3 чёрная пешка · h3 чёрный конь · c2 белая пешка | e8 чёрная ладья · g8 чёрная ладья · a6 белый слон · d6 белый конь · b5 белая пешка · d5 чёрный король · g5 чёрный конь · b4 белый король · e4 чёрная пешка · f4 белая пешка · g4 чёрный слон · c3 белый ферзь · f3 чёрная пешка · h3 чёрный конь · c2 белая пешка | e8 чёрная ладья · g8 чёрная ладья · a6 белый слон · d6 белый конь · b5 белая пешка · d5 чёрный король · g5 чёрный конь · b4 белый король · e4 чёрная пешка · f4 белая пешка · g4 чёрный слон · c3 белый ферзь · f3 чёрная пешка · h3 чёрный конь · c2 белая пешка | e8 чёрная ладья · g8 чёрная ладья · a6 белый слон · d6 белый конь · b5 белая пешка · d5 чёрный король · g5 чёрный конь · b4 белый король · e4 чёрная пешка · f4 белая пешка · g4 чёрный слон · c3 белый ферзь · f3 чёрная пешка · h3 чёрный конь · c2 белая пешка | 6 |
| 5 | e8 чёрная ладья · g8 чёрная ладья · a6 белый слон · d6 белый конь · b5 белая пешка · d5 чёрный король · g5 чёрный конь · b4 белый король · e4 чёрная пешка · f4 белая пешка · g4 чёрный слон · c3 белый ферзь · f3 чёрная пешка · h3 чёрный конь · c2 белая пешка | e8 чёрная ладья · g8 чёрная ладья · a6 белый слон · d6 белый конь · b5 белая пешка · d5 чёрный король · g5 чёрный конь · b4 белый король · e4 чёрная пешка · f4 белая пешка · g4 чёрный слон · c3 белый ферзь · f3 чёрная пешка · h3 чёрный конь · c2 белая пешка | e8 чёрная ладья · g8 чёрная ладья · a6 белый слон · d6 белый конь · b5 белая пешка · d5 чёрный король · g5 чёрный конь · b4 белый король · e4 чёрная пешка · f4 белая пешка · g4 чёрный слон · c3 белый ферзь · f3 чёрная пешка · h3 чёрный конь · c2 белая пешка | e8 чёрная ладья · g8 чёрная ладья · a6 белый слон · d6 белый конь · b5 белая пешка · d5 чёрный король · g5 чёрный конь · b4 белый король · e4 чёрная пешка · f4 белая пешка · g4 чёрный слон · c3 белый ферзь · f3 чёрная пешка · h3 чёрный конь · c2 белая пешка | e8 чёрная ладья · g8 чёрная ладья · a6 белый слон · d6 белый конь · b5 белая пешка · d5 чёрный король · g5 чёрный конь · b4 белый король · e4 чёрная пешка · f4 белая пешка · g4 чёрный слон · c3 белый ферзь · f3 чёрная пешка · h3 чёрный конь · c2 белая пешка | e8 чёрная ладья · g8 чёрная ладья · a6 белый слон · d6 белый конь · b5 белая пешка · d5 чёрный король · g5 чёрный конь · b4 белый король · e4 чёрная пешка · f4 белая пешка · g4 чёрный слон · c3 белый ферзь · f3 чёрная пешка · h3 чёрный конь · c2 белая пешка | e8 чёрная ладья · g8 чёрная ладья · a6 белый слон · d6 белый конь · b5 белая пешка · d5 чёрный король · g5 чёрный конь · b4 белый король · e4 чёрная пешка · f4 белая пешка · g4 чёрный слон · c3 белый ферзь · f3 чёрная пешка · h3 чёрный конь · c2 белая пешка | e8 чёрная ладья · g8 чёрная ладья · a6 белый слон · d6 белый конь · b5 белая пешка · d5 чёрный король · g5 чёрный конь · b4 белый король · e4 чёрная пешка · f4 белая пешка · g4 чёрный слон · c3 белый ферзь · f3 чёрная пешка · h3 чёрный конь · c2 белая пешка | 5 |
| 4 | e8 чёрная ладья · g8 чёрная ладья · a6 белый слон · d6 белый конь · b5 белая пешка · d5 чёрный король · g5 чёрный конь · b4 белый король · e4 чёрная пешка · f4 белая пешка · g4 чёрный слон · c3 белый ферзь · f3 чёрная пешка · h3 чёрный конь · c2 белая пешка | e8 чёрная ладья · g8 чёрная ладья · a6 белый слон · d6 белый конь · b5 белая пешка · d5 чёрный король · g5 чёрный конь · b4 белый король · e4 чёрная пешка · f4 белая пешка · g4 чёрный слон · c3 белый ферзь · f3 чёрная пешка · h3 чёрный конь · c2 белая пешка | e8 чёрная ладья · g8 чёрная ладья · a6 белый слон · d6 белый конь · b5 белая пешка · d5 чёрный король · g5 чёрный конь · b4 белый король · e4 чёрная пешка · f4 белая пешка · g4 чёрный слон · c3 белый ферзь · f3 чёрная пешка · h3 чёрный конь · c2 белая пешка | e8 чёрная ладья · g8 чёрная ладья · a6 белый слон · d6 белый конь · b5 белая пешка · d5 чёрный король · g5 чёрный конь · b4 белый король · e4 чёрная пешка · f4 белая пешка · g4 чёрный слон · c3 белый ферзь · f3 чёрная пешка · h3 чёрный конь · c2 белая пешка | e8 чёрная ладья · g8 чёрная ладья · a6 белый слон · d6 белый конь · b5 белая пешка · d5 чёрный король · g5 чёрный конь · b4 белый король · e4 чёрная пешка · f4 белая пешка · g4 чёрный слон · c3 белый ферзь · f3 чёрная пешка · h3 чёрный конь · c2 белая пешка | e8 чёрная ладья · g8 чёрная ладья · a6 белый слон · d6 белый конь · b5 белая пешка · d5 чёрный король · g5 чёрный конь · b4 белый король · e4 чёрная пешка · f4 белая пешка · g4 чёрный слон · c3 белый ферзь · f3 чёрная пешка · h3 чёрный конь · c2 белая пешка | e8 чёрная ладья · g8 чёрная ладья · a6 белый слон · d6 белый конь · b5 белая пешка · d5 чёрный король · g5 чёрный конь · b4 белый король · e4 чёрная пешка · f4 белая пешка · g4 чёрный слон · c3 белый ферзь · f3 чёрная пешка · h3 чёрный конь · c2 белая пешка | e8 чёрная ладья · g8 чёрная ладья · a6 белый слон · d6 белый конь · b5 белая пешка · d5 чёрный король · g5 чёрный конь · b4 белый король · e4 чёрная пешка · f4 белая пешка · g4 чёрный слон · c3 белый ферзь · f3 чёрная пешка · h3 чёрный конь · c2 белая пешка | 4 |
| 3 | e8 чёрная ладья · g8 чёрная ладья · a6 белый слон · d6 белый конь · b5 белая пешка · d5 чёрный король · g5 чёрный конь · b4 белый король · e4 чёрная пешка · f4 белая пешка · g4 чёрный слон · c3 белый ферзь · f3 чёрная пешка · h3 чёрный конь · c2 белая пешка | e8 чёрная ладья · g8 чёрная ладья · a6 белый слон · d6 белый конь · b5 белая пешка · d5 чёрный король · g5 чёрный конь · b4 белый король · e4 чёрная пешка · f4 белая пешка · g4 чёрный слон · c3 белый ферзь · f3 чёрная пешка · h3 чёрный конь · c2 белая пешка | e8 чёрная ладья · g8 чёрная ладья · a6 белый слон · d6 белый конь · b5 белая пешка · d5 чёрный король · g5 чёрный конь · b4 белый король · e4 чёрная пешка · f4 белая пешка · g4 чёрный слон · c3 белый ферзь · f3 чёрная пешка · h3 чёрный конь · c2 белая пешка | e8 чёрная ладья · g8 чёрная ладья · a6 белый слон · d6 белый конь · b5 белая пешка · d5 чёрный король · g5 чёрный конь · b4 белый король · e4 чёрная пешка · f4 белая пешка · g4 чёрный слон · c3 белый ферзь · f3 чёрная пешка · h3 чёрный конь · c2 белая пешка | e8 чёрная ладья · g8 чёрная ладья · a6 белый слон · d6 белый конь · b5 белая пешка · d5 чёрный король · g5 чёрный конь · b4 белый король · e4 чёрная пешка · f4 белая пешка · g4 чёрный слон · c3 белый ферзь · f3 чёрная пешка · h3 чёрный конь · c2 белая пешка | e8 чёрная ладья · g8 чёрная ладья · a6 белый слон · d6 белый конь · b5 белая пешка · d5 чёрный король · g5 чёрный конь · b4 белый король · e4 чёрная пешка · f4 белая пешка · g4 чёрный слон · c3 белый ферзь · f3 чёрная пешка · h3 чёрный конь · c2 белая пешка | e8 чёрная ладья · g8 чёрная ладья · a6 белый слон · d6 белый конь · b5 белая пешка · d5 чёрный король · g5 чёрный конь · b4 белый король · e4 чёрная пешка · f4 белая пешка · g4 чёрный слон · c3 белый ферзь · f3 чёрная пешка · h3 чёрный конь · c2 белая пешка | e8 чёрная ладья · g8 чёрная ладья · a6 белый слон · d6 белый конь · b5 белая пешка · d5 чёрный король · g5 чёрный конь · b4 белый король · e4 чёрная пешка · f4 белая пешка · g4 чёрный слон · c3 белый ферзь · f3 чёрная пешка · h3 чёрный конь · c2 белая пешка | 3 |
| 2 | e8 чёрная ладья · g8 чёрная ладья · a6 белый слон · d6 белый конь · b5 белая пешка · d5 чёрный король · g5 чёрный конь · b4 белый король · e4 чёрная пешка · f4 белая пешка · g4 чёрный слон · c3 белый ферзь · f3 чёрная пешка · h3 чёрный конь · c2 белая пешка | e8 чёрная ладья · g8 чёрная ладья · a6 белый слон · d6 белый конь · b5 белая пешка · d5 чёрный король · g5 чёрный конь · b4 белый король · e4 чёрная пешка · f4 белая пешка · g4 чёрный слон · c3 белый ферзь · f3 чёрная пешка · h3 чёрный конь · c2 белая пешка | e8 чёрная ладья · g8 чёрная ладья · a6 белый слон · d6 белый конь · b5 белая пешка · d5 чёрный король · g5 чёрный конь · b4 белый король · e4 чёрная пешка · f4 белая пешка · g4 чёрный слон · c3 белый ферзь · f3 чёрная пешка · h3 чёрный конь · c2 белая пешка | e8 чёрная ладья · g8 чёрная ладья · a6 белый слон · d6 белый конь · b5 белая пешка · d5 чёрный король · g5 чёрный конь · b4 белый король · e4 чёрная пешка · f4 белая пешка · g4 чёрный слон · c3 белый ферзь · f3 чёрная пешка · h3 чёрный конь · c2 белая пешка | e8 чёрная ладья · g8 чёрная ладья · a6 белый слон · d6 белый конь · b5 белая пешка · d5 чёрный король · g5 чёрный конь · b4 белый король · e4 чёрная пешка · f4 белая пешка · g4 чёрный слон · c3 белый ферзь · f3 чёрная пешка · h3 чёрный конь · c2 белая пешка | e8 чёрная ладья · g8 чёрная ладья · a6 белый слон · d6 белый конь · b5 белая пешка · d5 чёрный король · g5 чёрный конь · b4 белый король · e4 чёрная пешка · f4 белая пешка · g4 чёрный слон · c3 белый ферзь · f3 чёрная пешка · h3 чёрный конь · c2 белая пешка | e8 чёрная ладья · g8 чёрная ладья · a6 белый слон · d6 белый конь · b5 белая пешка · d5 чёрный король · g5 чёрный конь · b4 белый король · e4 чёрная пешка · f4 белая пешка · g4 чёрный слон · c3 белый ферзь · f3 чёрная пешка · h3 чёрный конь · c2 белая пешка | e8 чёрная ладья · g8 чёрная ладья · a6 белый слон · d6 белый конь · b5 белая пешка · d5 чёрный король · g5 чёрный конь · b4 белый король · e4 чёрная пешка · f4 белая пешка · g4 чёрный слон · c3 белый ферзь · f3 чёрная пешка · h3 чёрный конь · c2 белая пешка | 2 |
| 1 | e8 чёрная ладья · g8 чёрная ладья · a6 белый слон · d6 белый конь · b5 белая пешка · d5 чёрный король · g5 чёрный конь · b4 белый король · e4 чёрная пешка · f4 белая пешка · g4 чёрный слон · c3 белый ферзь · f3 чёрная пешка · h3 чёрный конь · c2 белая пешка | e8 чёрная ладья · g8 чёрная ладья · a6 белый слон · d6 белый конь · b5 белая пешка · d5 чёрный король · g5 чёрный конь · b4 белый король · e4 чёрная пешка · f4 белая пешка · g4 чёрный слон · c3 белый ферзь · f3 чёрная пешка · h3 чёрный конь · c2 белая пешка | e8 чёрная ладья · g8 чёрная ладья · a6 белый слон · d6 белый конь · b5 белая пешка · d5 чёрный король · g5 чёрный конь · b4 белый король · e4 чёрная пешка · f4 белая пешка · g4 чёрный слон · c3 белый ферзь · f3 чёрная пешка · h3 чёрный конь · c2 белая пешка | e8 чёрная ладья · g8 чёрная ладья · a6 белый слон · d6 белый конь · b5 белая пешка · d5 чёрный король · g5 чёрный конь · b4 белый король · e4 чёрная пешка · f4 белая пешка · g4 чёрный слон · c3 белый ферзь · f3 чёрная пешка · h3 чёрный конь · c2 белая пешка | e8 чёрная ладья · g8 чёрная ладья · a6 белый слон · d6 белый конь · b5 белая пешка · d5 чёрный король · g5 чёрный конь · b4 белый король · e4 чёрная пешка · f4 белая пешка · g4 чёрный слон · c3 белый ферзь · f3 чёрная пешка · h3 чёрный конь · c2 белая пешка | e8 чёрная ладья · g8 чёрная ладья · a6 белый слон · d6 белый конь · b5 белая пешка · d5 чёрный король · g5 чёрный конь · b4 белый король · e4 чёрная пешка · f4 белая пешка · g4 чёрный слон · c3 белый ферзь · f3 чёрная пешка · h3 чёрный конь · c2 белая пешка | e8 чёрная ладья · g8 чёрная ладья · a6 белый слон · d6 белый конь · b5 белая пешка · d5 чёрный король · g5 чёрный конь · b4 белый король · e4 чёрная пешка · f4 белая пешка · g4 чёрный слон · c3 белый ферзь · f3 чёрная пешка · h3 чёрный конь · c2 белая пешка | e8 чёрная ладья · g8 чёрная ладья · a6 белый слон · d6 белый конь · b5 белая пешка · d5 чёрный король · g5 чёрный конь · b4 белый король · e4 чёрная пешка · f4 белая пешка · g4 чёрный слон · c3 белый ферзь · f3 чёрная пешка · h3 чёрный конь · c2 белая пешка | 1 |
|   | a | b | c | d | e | f | g | h |   |

1. Сc8! угрожает 2. Фc5 мат

1. … Сxc8 2. Фf6! Лe6 3. Фd4+ Kxd4 4. Кf5+ Kd5 5. c4 мат

2. … Сe6 3. Фe5 мат.